# Entresierras

Situació d'Entresierras a la província de Salamanca.

Entresierras, també coneguda com a Alto Alagón i Las Bardas, és una comarca de la província de Salamanca (Castella i Lleó). Els seus límits no es corresponen amb una divisió administrativa, sinó amb una denominació històric-tradicional. Ocupa una superfície de 234,18 km².
Comprèn 8 municipis: Casafranca, Endrinal, Frades de la Sierra, Herguijuela, La Sierpe, Los Santos, Membribe de la Sierra i Monleón.
Limita amb el Campo de Salamanca al nord, amb Salvatierra a l'est, amb la Sierra de Béjar al sud i amb la Sierra de Francia a l'oest.